# Mitrella touranensis
Mitrella touranensis är en kirimojaväxtart som beskrevs av Nguyên Tiên Bân. Mitrella touranensis ingår i släktet Mitrella och familjen kirimojaväxter. Inga underarter finns listade i Catalogue of Life.